# Геринг, Георг
Георг Геринг (нем. Georg Gehring, 14 ноября 1903 — 31 октября 1943) — германский борец греко-римского стиля, чемпион Европы, призёр Олимпийских игр.
Родился в 1903 году в Франкентале. В 1926 году выиграл чемпионат Европы. В 1928 году завоевал бронзовую медаль Олимпийских игр в Амстердаме. В 1929 году вновь стал чемпионом Европы. На чемпионатах Европы 1930 и 1931 годов завоевал бронзовые награды. В 1932 году принял участие в Олимпийских играх в Лос-Анджелесе, но там занял лишь 4-е место. В 1936 году на Олимпийских играх в Берлине выступил по правилам вольной борьбы, но там стал лишь 7-м.